# Bluff (1976)
Bluff (Originaltitel: Bluff storia di truffe e di imbroglioni) ist eine Gangsterpersiflage von Sergio Corbucci aus dem Jahr 1976. Alternativtitel sind Der Bluffer und Zwei tolle Wanzen kochen ab sowie Zwei Profis schlagen zu. Die Geschichte handelt von zwei ungleichen Trickbetrügern, gespielt von Adriano Celentano, der für seine Leistung mit dem David di Donatello als bester Schauspieler ausgezeichnet wurde, und Anthony Quinn, die gemeinsam Coups durchführen.

## Handlung
In einem französischen Gefängnis in den 1930er Jahren. Der Gefangene Philippe Bang provoziert einen der Aufseher, damit er in ein anderes Gefängnis verlegt wird. Als Bang auf der Fahrt aus dem Gefängniszug fliehen will, wird er von dem Mithäftling Felix überrumpelt, der an seiner Stelle fliehen kann. Auf der Flucht wird Felix von Handlangern aufgegriffen, die im Auftrag der schwerreichen Bandenchefin Duke Bang bei der Flucht helfen sollten und diesen mit Felix verwechseln.
Duke erkennt sofort, dass es sich bei dem Mann nicht um ihren Ex-Geliebten Bang handelt. Als Felix der Bande entfliehen kann, trifft er auf eine junge Frau, Charlotte, in die er sich verliebt, ohne zu ahnen, dass es sich um Bangs Tochter handelt. In einem Hotelzimmer lockt sie ihn ins Bett und zieht ihm eine Champagnerflasche über den Kopf. Wieder in den Händen der Gangster, wird er vor die Wahl gestellt, entweder vorzeitig abzuleben oder nochmals ins Gefängnis einzudringen, um Bang zu befreien. Felix gelangt als Pfarrer verkleidet ins Gefängnis, wo er mit Sprengstoff Verwirrung stiftet und über einen Tunnel mit Bang wieder nach draußen gelangt. Dieser behauptet zunächst, nicht Bang zu sein, gibt aber vor, dass er ihm ähnlich sehe, und so wollen die beiden Duke überlisten und sich Felix’ Belohnung teilen. Doch bei der Übergabe läuft nichts wie geplant, aber Felix und Bang wollen weiter zusammenarbeiten. Nach einigen größeren Trickbetrügereien kommt Felix dahinter, dass sein neuer Partner nicht nur der echte Bang ist, sondern auch der Vater von Charlotte. Mit einer morastigen Wiese, die er mit dem ergaunerten Geld gekauft hat, möchte Bang einen groß angelegten Betrug an Duke begehen, die eine Leidenschaft für Archäologie hat. Mit Hilfe einiger Freunde von Bang und Charlotte sowie zahlreichen Täuschungsmanövern schaffen es die drei, ihren Plan durchzuführen und Duke eine große Summe Geld abzuknöpfen. In letzter Minute können sie ihr mit einem Kleinflugzeug entkommen.

## Kritiken
Für das Lexikon des internationalen Films war die Komödie eine „lahme Parodie auf Gangsterfilme, der – trotz ansehnlicher Darsteller – Atmosphäre, Witz und Pfiff weitgehend fehlen.“
Der Zeit-Filmkritiker Bodo Fründt fand, Corbucci habe den Film „recht lustlos heruntergedreht“, wodurch er seine „mageren Gags“ zerdehnt habe, um „sie dann noch in Wiederholungen so gründlich“ zu ersticken, „daß offensichtlich selbst die Schauspieler Langeweile befallen hat“.